# کلاوس هانل
کلاوس هانل (انگلیسی: Klaus Hänel; ۲۳ فوریهٔ ۱۹۳۶ – ۱۵ ژوئن ۲۰۱۶) بازیکن فوتبال اهل آلمان بود.
از باشگاه‌هایی که در آن بازی کرده‌است می‌توان به باشگاه ورزشی وردر برمن اشاره کرد.
وی همچنین در تیم ملی فوتبال Germany U23 بازی کرده‌است.